# Fimbristylis straminea
Fimbristylis straminea är en halvgräsart som beskrevs av William Bertram Turrill. Fimbristylis straminea ingår i släktet Fimbristylis och familjen halvgräs. Inga underarter finns listade i Catalogue of Life.